# Футбол на Кабо-Верде
Футбол является самым популярным видом спорта в Кабо-Верде. Лига разделена на одиннадцать дивизионов, семь из которых являются одиночными, а два острова, Сантьягу и Санту-Антан, имеют две зоны с 2000 года. Футбольная ассоциация является федерацией, которая известна как Федерация футбола Кабо-Верде, она стала аффилированной с КАФ в 1986 году, а затем с ФИФА в 2001 году.

## Дивизионы
Дивизионы насчитывают одиннадцать дивизионов на девяти островах, семь из них имеют островную лигу, а два содержат по две зоны, каждая вместе с кубком, суперкубком и турнирами открытия.

### Островные лиги
Светло-голубой цвет указывает на лигу, состоящую из первого и второго дивизионов.
| Боа-Вишта     | Брава                   | Фогу                | Маю         | Сал         | Сантьягу (Север) |
| Сантьягу (Юг) | Гранди (Рибейра-Гранди) | Гранди (Порту-Нову) | Сан-Николау | Сан-Висенти |                  |

### Региональные кубки
| Боа-Вишта     | Брава  | Фогу           | Маю                 | Сал         | Сантьягу (Север) |
| Сантьягу (Юг) | Гранди | Гранди (Север) | Гранди (Порту-Нову) | Сан-Николау | Сан-Висенти      |

### Региональные суперкубки
| Боа-Вишта     | Брава  | Фогу           | Маю                 | Сал         | Сантьягу (Север) |
| Сантьягу (Юг) | Гранди | Гранди (Север) | Гранди (Порту-Нову) | Сан-Николау | Сан-Висенти      |

### Региональные турниры открытия
Несмотря на то, что Кубок Кабо-Верде эквивалентен Кубку Лиги, используемому в других странах, он является одной из немногих стран, которые называют «турниром открытия». Некоторые из них стали известны как Кубок ассоциации в Боа-Виста и Сан-Висенте. Светло-голубой цвет обозначает соревнование, состоящее из первого и второго дивизионов, клубы из разных дивизионов участвуют в турнире одного дивизиона (например, когда клуб находится в первом / премьер-дивизионе, участвует в турнире открытия первого / премьер-дивизиона / Кубке Ассоциации).
| Боа-Вишта     | Брава  | Фогу | Маю         |             |
| Сантьягу (Юг) | Гранди | Сал  | Сан-Николау | Сан-Висенти |

### Кубок региональных чемпионов
Кабо-Верде — одна из последних стран, в которой соревнование за трофей чемпиона получило название «Кубок чемпионов». Впервые они были проведены в 2016 году, Фогу, Маю и Сан-Висенти являются единственными регионами, в которых проводятся соревнования.
| Фогу | Maю | Сан-Висенти |